# Noé Colín

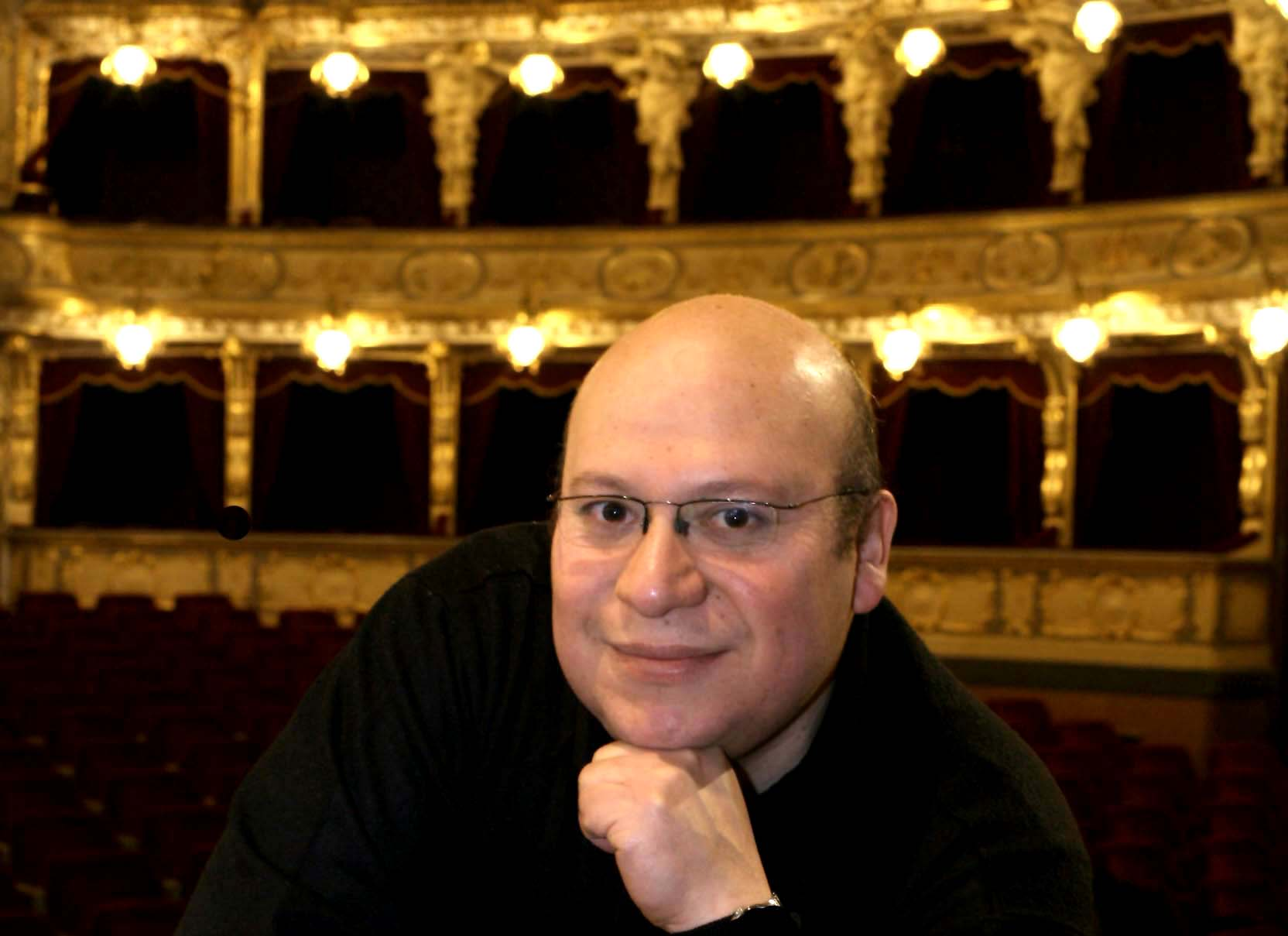
Noe Colin

Noé Colín Arvizu (* 30. Oktober 1969 in Querétaro) ist ein mexikanischer Opernsänger (Bassbariton).

## Leben
Colín studierte an der Musikhochschule der Nationalen Autonomen Universität von Mexiko bei Enrique Jaso sowie am Internationalen Opernstudio (IOS) des Opernhauses Zürich.
Der Sänger hat im Laufe seiner musikalischen Karriere mehr als 50 verschiedene Rollen auf international bedeutenden Bühnen verkörpert, darunter den Oroveso in Norma von Bellini an der Volksoper Wien, Giorgio in I puritani von Bellini am Teatro Cervantes in Málaga oder Raimondo in Lucia di Lammermoor von Donizetti im Palacio de Bellas Artes in Mexiko. Er ist zusammen mit Künstlern wie Plácido Domingo, Neil Shicoff, Bernd Weikl, Riccardo Chailly und Rolando Villazón aufgetreten.
2005 ging Colín aus dem internationalen Giovanni-Pacini-Gesangswettbewerb der Stadt Pescia in Italien als Sieger hervor.

## Diskografie
- Rossini: Matilde di Shabran
- México Barroco Vol. I
- Mahler: Sinfonie Nr. 8